# Place de la Fontaine-Timbaud
La place de la Fontaine-Timbaud est une voie du 11e arrondissement.

## Bâtiments remarquables et lieux de mémoire

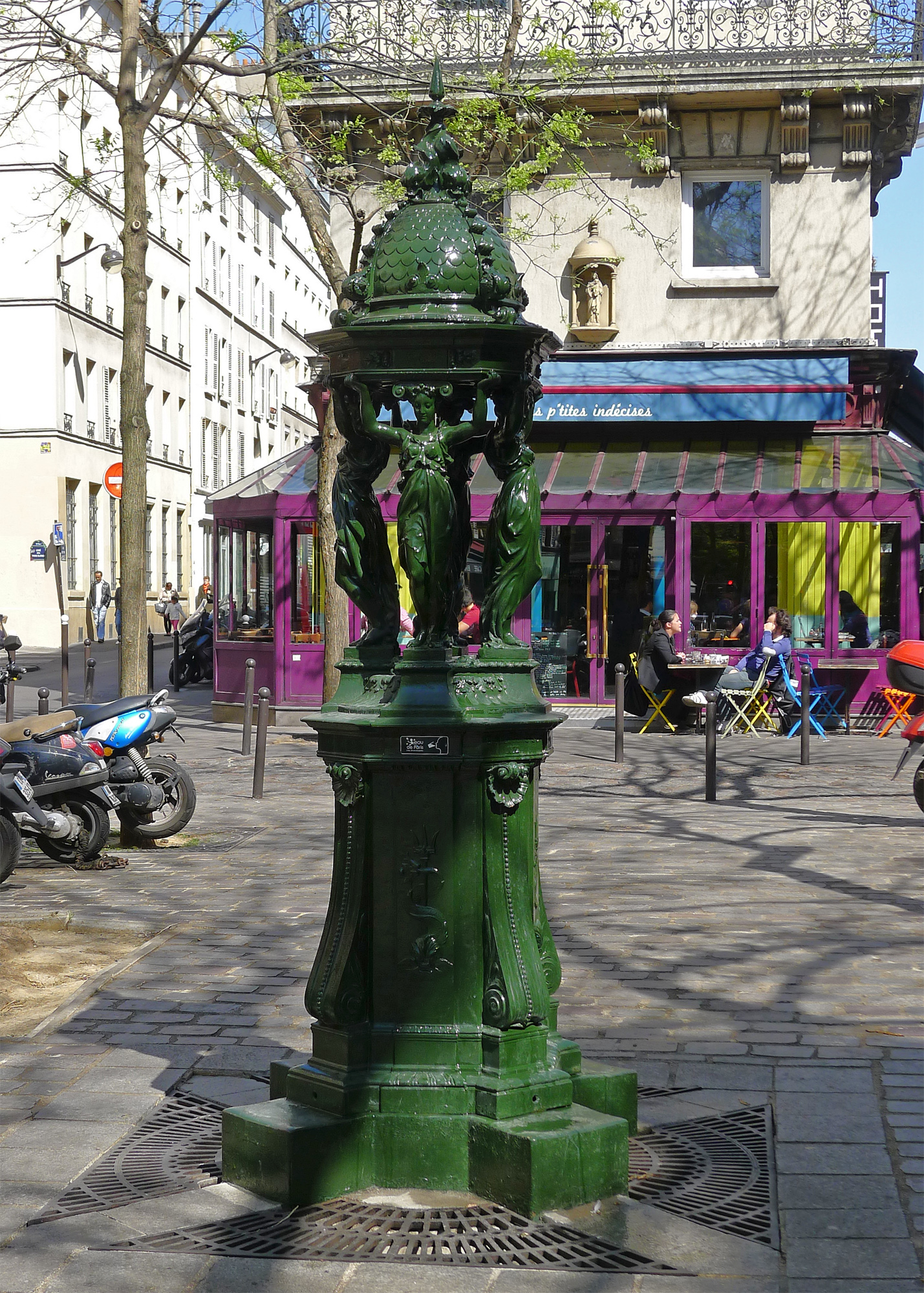
Fontaine Wallace.
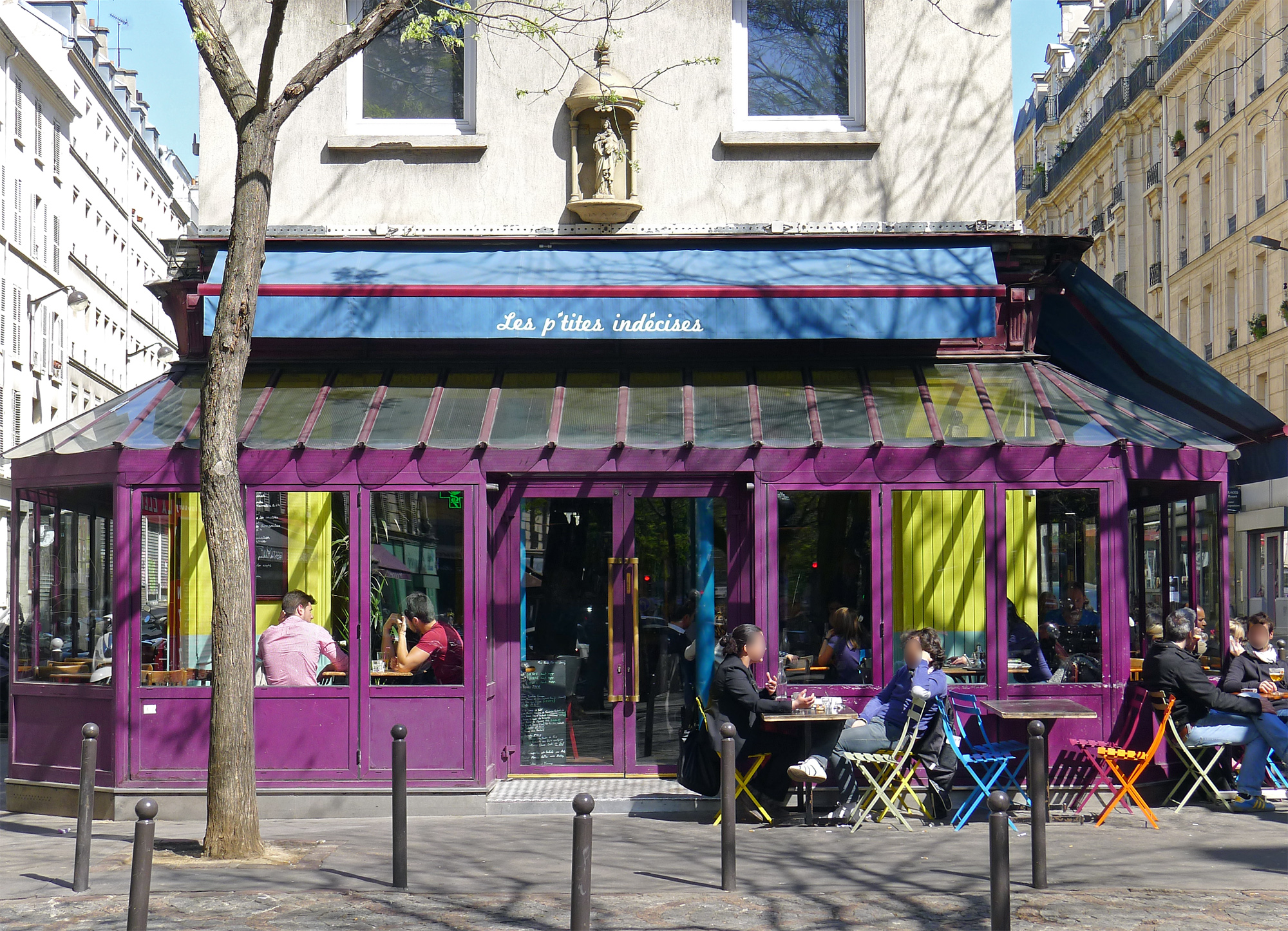
Le café Les P'tites Indécises.
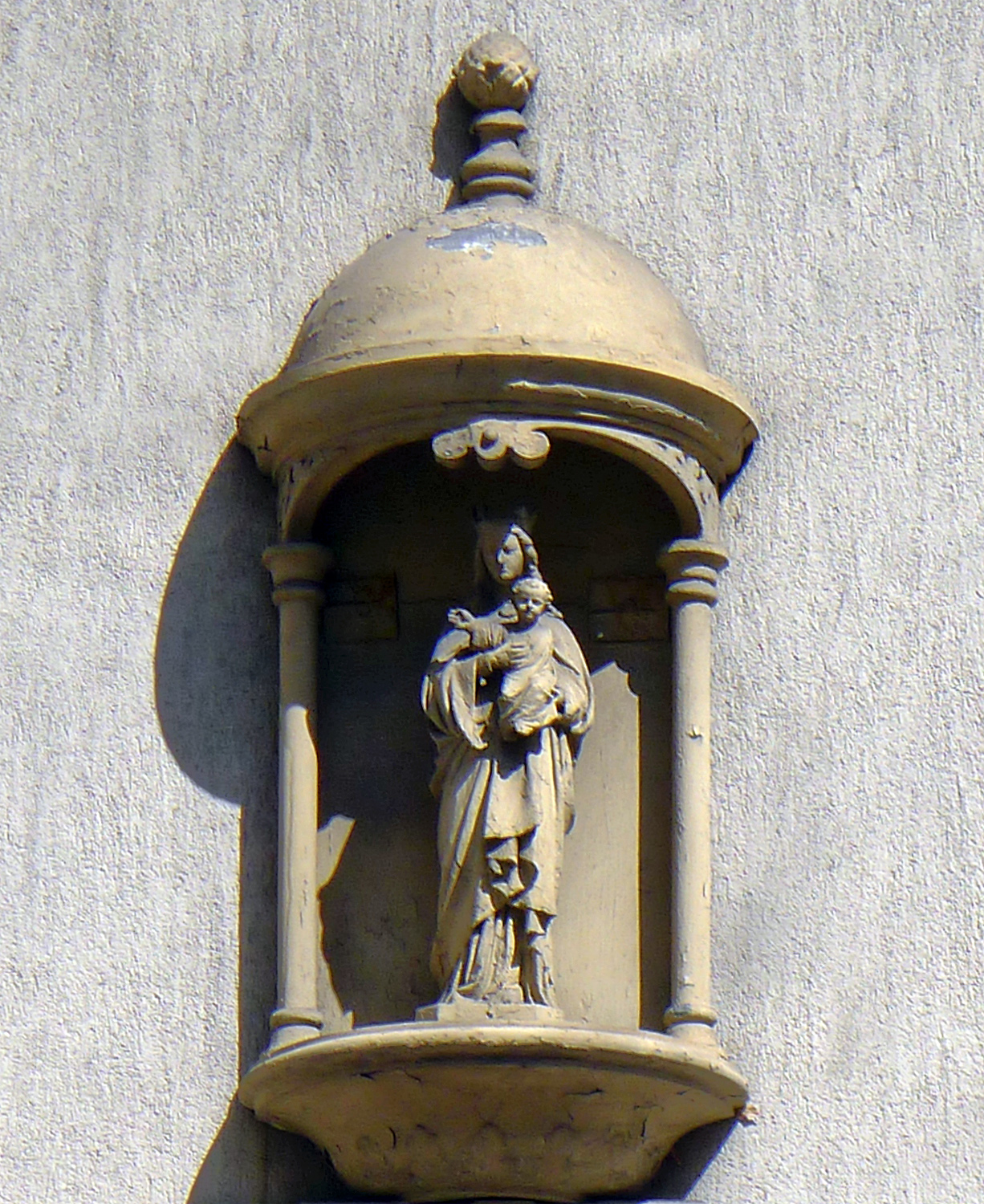
Niche avec statue de Vierge à l'Enfant.